# 대한민국 형법 제73조
대한민국 형법 제73조는 판결선고전 구금과 가석방에 대한 형법총칙의 조문이다.

## 조문
제73조(판결선고전 구금과 가석방) ① 형기에 산입된 판결선고전 구금의 일수는 가석방에 있어서 집행을 경과한 기간에 산입한다.
②벌금 또는 과료에 관한 유치기간에 산입된 판결선고전 구금일수는 전조제2항의 경우에 있어서 그에 해당하는 금액이 납입된 것으로 간주한다.

第73條(判決宣告前 拘禁과 假釋放) ① 刑期에 算入된 判決宣告前 拘禁의 日數는 假釋放에 있어서 執行을 經過한 期間에 算入한다.
②罰金 또는 科料에 關한 留置期間에 算入된 判決宣告前 拘禁日數는 前條第2項의 境遇에 있어서 그에 該當하는 金額이 納入된 것으로 看做한다.

## 참고 문헌
- 신이철, 형법총론, 경찰승진연구회, 2005. ISBN 9788988777886
- 조현욱, 형법총론강의, 진원사, 2008 ISBN 9788990904621
- 손동권, 형법총론, 栗谷出版社, 2011. ISBN 9788991830936